# Платова, Виктория
Виктория Евгеньевна Соломатина (род. 11 января 1967, Николаев, УССР) — русская писательница, автор остросюжетных романов. Свои художественные литературные произведения публикует под псевдонимом Виктория Платова.

## Биография
Живёт и работает в Санкт-Петербурге. Закончила ВГИК по специальности сценарист. С середины 1990-х гг. пишет остросюжетные детективы. Первая книга, «В тихом омуте», вышла в 1998-м году.
С 2004 г. работает в жанре «мистический детектив»; автор определяет его как «психопатологический триллер», «магический реализм». Сквозная тема творчества: человек в пограничном состоянии (эскапизм).
В настоящее время произведения Виктории Платовой издаются в Издательском Доме АСТ и издательстве «ЭКСМО».
По мотивам произведений Виктории Платовой были сняты сериалы: «Охота на Золушку» (писательница принимала участие в сценарии), «Нож в облаках», «Битвы божьих коровок», «Такси для ангела», «Смерть на кончике хвоста», «Победный ветер, ясный день» и другие.
Произведения Виктории Платовой переведены на несколько европейских языков (книги изданы в Нидерландах, Венгрии, Болгарии, Германии, Польше).
Роман Виктории Платовой «8-9-8» (2008) был включен в лонг-лист произведений, допущенных к участию в конкурсе на получение премии «Русский Букер». В шорт-лист роман не попал.

## Произведения
- «В тихом омуте» (1998)
- «Куколка для монстра» (1999)
- «Эшафот забвения» (1999)
- «Корабль призраков» (1999)
- «Купель дьявола» (2000)
- «Хрустальная ловушка» (2000)
- «Смерть на кончике хвоста» (2000)
- «Ритуал последней брачной ночи» (2000—2001)
- «Битвы божьих коровок» (2001)
- «Такси для ангела» (2001)
- «Любовники в заснеженном саду» (2001)
- «Победный ветер, ясный день» (2002 — в соавторстве с «ЭКСМО»); позже вышла в авторской редакции в издательстве «АСТ».
- «Анук, mon amour…» (2004)
- «Ужасные невинные» (2005)
- «После любви» (2006)
- «Тингль-Тангль» (2006)
- «Bye-Bye, Baby» (2007)
- «8→9→8» (2008)
- «STALINGRAD. Станция метро» (2008)
- «Из жизни карамели» (2009)
- «Мария в поисках кита» (2010)
- «Странное происшествие в сезон дождей» (2011)
- «Инспектор и бабочка» (2012)
- «В плену Левиафана» (2013)
- «Она уже мертва» (2014)
- «Змеи и лестницы» (2015)
- «Два билета в никогда» (2016)
- «Что скрывают красные маки» (2017)
- «Ловушка для птиц» (2018)
- «Увидимся в темноте» (2020)

## Экранизации
- 2000 «Охота на Золушку» (14 серий) (по романам «В тихом омуте», «Куколка для монстра» и «Эшафот забвения»)
- 2002 «Нож в облаках» (8 серий) (по роману «Ритуал последней брачной ночи»)
- 2005 «Корабль призраков» (4 серии) (по одноимённому роману) (проект не был завершен)
- 2006 «Битвы божьих коровок» (4 серии) (по одноимённому роману)
- 2006 «Такси для ангела» (4 серии) (по одноимённому роману)
- 2007 «Хрустальная ловушка» (4 серии) (по одноимённому роману) (первая попытка экранизации романа, проект не был завершён)
- 2008 «Купель дьявола» (8 серий) (по одноимённому роману) (первая попытка экранизации романа, проект не был завершён)
- 2009 «Непридуманное убийство» (4 серии) (по роману «Смерть на кончике хвоста»)
- 2009 «Победный ветер, ясный день» (4 серии) (по одноимённому роману)
- 2015 «Прошлое умеет ждать» (4 серии) (по роману «Она уже мертва»)
- 2015 «Капкан для звезды» (4 серии) (оригинальный сценарий, совместно с Татьяной Окатьевой)
- 2018—2020 «Северное сияние» (18 серий) (оригинальный сценарий, совместно с Беллой Прибыловой)
- 2018 «Купель дьявола» (4 серии) (по одноимённому роману)
- 2020 «Змеи и лестницы» (4 серии) (по одноимённому роману)
- 2020 «Хрустальная ловушка» (4 серии) (по одноимённому роману)
- 2020 «Преимущество двух слонов» (оригинальный сценарий)
- 2021 «Дверь в прошлое» (4 серии) (оригинальный сценарий)
- 2021 «Там, где не бывает снега» (4 серии) (оригинальный сценарий, совместно с Татьяной Окатьевой)
- 2022 «Забытый ангел» (4 серии) (оригинальный сценарий)
- 2022 «Репейник» (4 серии) (оригинальный сценарий)
- 2022 «Танго для одной» (4 серии) (оригинальный сценарий)
- 2023 «Тень саламандры» (4 серии) (оригинальный сценарий)
- 2023 «Семь минус один» (4 серии) (оригинальный сценарий)

## Песни
После знакомства с украинской певицей Джамалой на фестивале «Усадьба. Jazz» в Санкт-Петербурге написала текст песни для композиции «Я Люблю Тебя». 6 марта 2013 года состоялся выход нового сингла украинской певицы Джамалы, а также видеоклипа на композицию «Кактус», текст к которому написали Джамала и Виктория Платова. В дальнейшем сотрудничество было продолжено.

## Интересные факты
Виктории Соломатиной удалось через суд получить от «Эксмо» денежную компенсацию в размере пятисот тысяч рублей за то, что после того как писательница расторгла контракт с «Эксмо», это издательство продолжило выпускать под её именем произведения других людей.
Книги «Смерть в осколках вазы мэбен», «Нубийский крест», «Танец Лакшми» написаны Петровой Натальей под псевдонимом Виктория Платова (массовая писательница детективов издательства ЭКСМО).